# Johannes Sylvanus

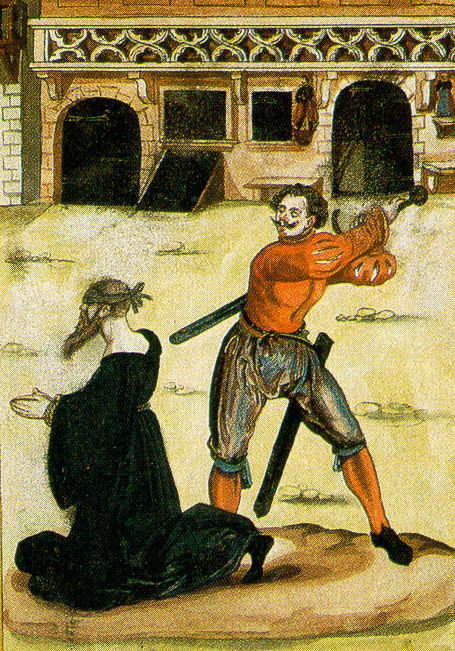
Die Enthauptung des Johann Sylvanus im Thesaurus Picturarum

Johannes Sylvanus (auch: Johann oder Johannes Sylvan; * 16. Jahrhundert; † 23. Dezember 1572 in Heidelberg) war ein deutscher Theologe. Er wurde von Kurfürst Friedrich III. zum Tode verurteilt und hingerichtet.

## Leben
Johannes Sylvanus stammte vermutlich aus Südtirol. Seit spätestens 1555 war er bischöflicher Prediger in Würzburg. 1559 floh er aus Würzburg und trat in Tübingen zum Luthertum über. 1560 wurde er Pfarrer in Calw. 1563 trat er in den Dienst des reformierten Kurfürsten Friedrich III. von der Pfalz. Im gleichen Jahr wurde er Pfarrer und Superintendent in Kaiserslautern. 1566 nahm Sylvanus an einer Fahrt in die Niederlande teil. Ab 1567 war Sylvanus dann Pfarrer in Ladenburg, wo er unter anderem mit Jacob Suter in Kontakt kam, der Pfarrer in Feudenheim war (heute ein Stadtteil von Mannheim).
Sylvanus war ein Gegner der strengen Kirchenzucht nach Genfer Vorbild. Der Kreis um Thomas Erast war ein Zentrum für die kirchenpolitische Opposition in der Kurpfalz. Dort wurden auch kritische Gedanken zur Lehre von der Dreifaltigkeit ventiliert, Adam Neuser spielte in dieser Frage eine wichtige Rolle; Sylvanus stand in engem Kontakt zu ihm. 1570 schrieb Sylvanus ein antitrinitarisches Glaubensbekenntnis. 
Am Rande des Reichstags zu Speyer im Juli 1570 nahmen Sylvanus und Neuser Kontakt zu dem siebenbürgischen Vertreter Bekes auf. Sie überreichten ihm Briefe, in denen sie anfragten, ob sie als Seelsorger für die deutschsprachige Minderheit nach Siebenbürgen kommen könnten. Der genaue Inhalt der Briefe ist nicht bekannt. Als sie in die Hände von Kurfürst Friedrich III. gelangten, ordnete dieser umgehend die Verhaftung der beiden und auch des Begleiters Matthias Vehe an. Allerdings gelang Neuser die Flucht.
Der kurpfälzische Regent Friedrich III. verurteilte Sylvanus zum Tode. Ein Gerichtsverfahren fand nie statt; insofern ist die weit verbreitete Behauptung, Sylvanus sei wegen antitrinitarischer Ketzerei hingerichtet worden, problematisch. Bei der Kriminalisierung von Sylvanus spielten die jahrelangen, immer schärfer werdenden Kontroversen um die Kirchendisziplin in der Kurpfalz ebenfalls eine gewichtige Rolle. Denn Sylvanus hatte sich kritisch dazu positioniert.
Im Verlauf seiner zweieinhalbjährigen Haft fertigte Sylvanus einen Widerruf („Bußlied“) zu den gemachten Vorwürfen an. Trotzdem wurde er am 23. Dezember 1572 auf dem Heidelberger Marktplatz mit dem Schwert hingerichtet. Seine Kinder wurden gezwungen, der Hinrichtung beizuwohnen.